# 빈센트 흐라스
빈센트 흐라스(네덜란드어: Vincent Grass, 1949년 1월 9일~)는 벨기에의 배우이다.

## 작품 목록

### 영화
- 고흐, 영원의 문에서 (2018년) - 카페 주인 역
- 라프렝티 페르 노엘 에 르 플로콩 마지크 (2013년) - 빅토리아 산타 목소리 역
- 더 씨 월 (2008년)
- 나니아 연대기 - 캐스피언 왕자 (2008년) - 닥터 코넬리우스 역
- 아스테릭스 3 - 바이킹스 (2006년)
- 늑대의 제국 (2005년)
- 텔시 루퍼 가방 2부 (2004년)
- 포플레이 (2001년)
- 바텔 (2000년)
- 혼블로워 - 이븐 찬스 (1998년)
- La Carte postale (1997년)
- 나의 장미빛 인생 (1997년)
- 샤프의 적 (1994년)
- 변호사 (1993년)
- 깊은 밤 깊은 곳에 2 (1991년)
- 전선의 여우 (1990년)
- 폭풍 레이서 (1989년)